# Moropsyche girautcharichnu
Moropsyche girautcharichnu is een schietmot uit de
familie Apataniidae. De soort komt voor in het Oriëntaals gebied.